# خاخی
خاخی (به انگلیسی: Khakhi) یک شهرک در پاکستان است که در ناحیه دیره غازی خان واقع شده‌است. خاخی ۱۱۱ متر بالاتر از سطح دریا واقع شده‌است.